# Горняк (газета)
«Горня́к» (укр. Гірник) — торезская городская газета. Выходила с 9 июня 1929 года по 06 мая 2014 года. Объем печатной площади в 2013 году составил: 4 печатных страницы формата А3 — в среду, и 8 печатных страниц (А3) в субботу. В 2009 году печатная площадь увеличена, субботный выпуск «Горняка» имел журнальный формат.
До 2004 года «Горняк» печатался в Торезской типографии, с 2004 по 2014 год каждый тираж газеты отпечатывался в типографии ЧП «Полипресс» в Макеевке.
В мае 2014 года редакция газеты была разгромлена боевиками организации «ДНР», после чего, а также в следствие оккупации города войсками РФ, издание фактически прекращено.